# Werder (Havel) (stacja kolejowa)
Werder (Havel) – stacja kolejowa w Werder (Havel) w Niemczech, w kraju związkowym Brandenburgia. Znajdują się tu 3 perony.
| Werder (Havel)                     |  |             |
| Linia Berlin - Poczdam - Magdeburg |  |             |
| Potsdam Park Sanssouci             |  | Groß Kreutz |